# Lewis Madison Terman
Lewis Madison Terman (Contea di Johnson, 15 gennaio 1877 – Palo Alto, 21 dicembre 1956) è stato uno psicologo statunitense.
Professore di psicologia e pedagogia all'Università di Stanford, a lui si deve la realizzazione di uno dei più importanti e diffusi test di efficienza mentale: la scala metrica Stanford, costituita da un'accurata revisione dell'originale Scala Binet-Simon proposta dallo psicologo Alfred Binet. Tale scala è stata descritta in uno dei suoi primi lavori, The Measurement of Intelligence ("La misurazione dell'intelligenza", del 1916), e ulteriormente perfezionata nel 1937.
Terman si occupò anche di test collettivi, e riconobbe la grande importanza di una individuazione precoce dei bambini superdotati ai fini di un insegnamento a loro adatto. Una ricerca alla fine della seconda guerra mondiale su millecinquecento bambini della California con un quoziente intellettivo superiore a 140 fu da lui pubblicata in The gifted child grows up ("Lo sviluppo del bambino superdotato", del 1947).

## Opere
- The Measurement of Intelligence - La misurazione dell'intelligenza, del 1916.
- The Use of Intelligence Tests - L'uso dei test di intelligenza, del 1916.
- The Stanford Achievement Test - La risoluzione del test di Stanford, del 1923.
- Genetic Studies of Genius - Studi genetici sul genio, del 1925, 1947 e 1959 (postumo).
- The gifted child grows up - Lo sviluppo del bambino superdotato, del 1947.
- Autobiography of Lewis Terman - Autobiografia di Lewis Terman, del 1930.